# Eupithecia graefi
Eupithecia graefi, conocida como la polilla de Graef, del inglés "Graef's pug", es una especie de polilla de la familia Geometridae. La especie fue descrita por primera vez por George Duryea Hulst habiendo sido descrita en 1896, con distribución en el oeste de América del Norte. El holotipo de la especie fue descrita en James Springs, Nuevo México y los montes de Black Valley, parte de la Cordillera Azul en Carolina del Norte.

## Distribución
E. graefi se encuentra en América del Norte desde el sudoeste de Alberta y el oeste de la isla de Vancouver al norte de Alaska hasta el sur de California. La especie fue descrita en 1896 en las faldas del estratovolcán Monte Hood, en Oregón. Hacia el este se extiende hasta Colorado y Wyoming. La polilla se localiza en regiones boscosos.

## Descripción
Es una polilla pequeña con una envergadura de unos 17 a 25 milímetros (0,7 a 1 plg). Cuenta con una mancha celular en el ala anterior con escamas de color rojo anaranjado que, junto con la forma y la maculación del ala, identifica a esta especie y la distingue de otras del oeste norteamericano.
Las orugas se alimentan de especies de Arbutus y Gaylussacia, y posiblemente también de especies de Thuja y Pseudotsuga. Las larvas tienen un color variable, que va del verde al rosa rosado y al rosa rojizo.
Los adultos se encuentran principalmente en los meses de verano, pero se han registrado desde abril hasta noviembre.

## Taxonomía
E. graefi fue descrita varios años más tarde en el Oeste de Estados Unidos, holotipos que fueron asignados al género Eucymatoge (sinonimia de Eupithecia). La especie se ha agrupado con el pequeño grupo de especies de la región Eupithecia mutata. El epíteto específico se debe en honor a Edward Louis Graef (fallecido en 1922), uno de los fundadores de la Sociedad Entomológica de Brooklyn.
La especie cuenta con dos subespecies: 
- Eupithecia graefi graefi
- Eupithecia graefi tulareata Cassino & Swett, 1922 (en las Altas Sierras del sur de California)